# Premiile Tony
Premiile Antoinette Perry pentru excelență în teatrele de pe Broadway, (în engleză Antoinette Perry Award for Excellence in Broadway Theatre), mult mai cunoscute sub numele de Premiile Tony (în engleză Tony Award), sunt acordate ca recunoștință actorilor americani de scenă pentru prestațiile lor de-a lungul unui an în teatrele de pe Broadway. Premiile sunt prezentate de organizațiile American Theatre Wing și The Broadway League în cadrul unei ceremonii anuale din cartierul Midtown Manhattan.